# Zentralkraft

Die Gravitationskraft stellt im Planetensystem eine Zentralkraft dar

Eine Zentralkraft ist eine Kraft, die immer auf einen festen Punkt, das Kraftzentrum {\displaystyle Z}, bezogen ist, also auf {\displaystyle Z} zu bzw. von {\displaystyle Z} weg zeigt.
Viele Zentralkräfte sind (konservative) Gradientenfelder zu einem kugelsymmetrischen Zentralpotential (auch Zentralfeld, siehe unten). In diesem Artikel werden jedoch auch nichtkonservative Zentralkräfte behandelt, die insbesondere keine Radialsymmetrie aufweisen müssen.
Die Gravitation und die Coulomb-Kraft sind Beispiele für konservative Zentralkräfte. Genau genommen hängt es vom Bezugssystem ab, ob die genannte Definition zutrifft; so ist etwa die Gravitation nur im Schwerpunktsystem (und allen relativ zu ihm ruhenden Systemen) eine Zentralkraft.

## Drehimpulserhaltung
Unter dem Einfluss einer allgemeinen Zentralkraft bleibt der Drehimpuls {\displaystyle {\vec {L}}} eines Massenpunktes im Bezugssystem mit dem Ursprung {\displaystyle Z} erhalten. Für den Drehimpuls
{\displaystyle {\vec {L}}:={\vec {r}}\times {\vec {p}}={\vec {r}}\times m\;{\dot {\vec {r}}}}
gilt nämlich
{\displaystyle {\frac {\mathrm {d} {\vec {L}}}{\mathrm {d} t}}=m\left({\dot {\vec {r}}}\times {\dot {\vec {r}}}+{\vec {r}}\times {\ddot {\vec {r}}}\right)={\vec {r}}\times {\vec {F}}={\vec {0}}},
wobei im letzten Schritt verwendet wird, dass die Kraft
{\displaystyle {\vec {F}}({\vec {r}})=F(r){\frac {\vec {r}}{r}}=F(r){\vec {e}}_{r}}
parallel zum Ortsvektor liegt.
Das ist gerade der Inhalt des zweiten Keplerschen Gesetzes, das besagt, dass der Ortsvektor pro Zeit die gleiche Fläche überstreicht. Denn für eine kleine Änderung der Zeit {\displaystyle \mathrm {d} t} gilt:
{\displaystyle {\frac {1}{2m}}||{\vec {L}}||={\frac {1}{2}}\left\Vert {\vec {r}}\times {\frac {\mathrm {d} {\vec {r}}}{\mathrm {d} t}}\right\Vert ={\frac {1}{\mathrm {d} t}}\cdot {\frac {1}{2}}||{\vec {r}}\times \mathrm {d} {\vec {r}}||={\text{const.}}}
Beim letzten Ausdruck ist ablesbar, dass die Fläche des überstrichenen Dreiecks {\textstyle A={\frac {1}{2}}||{\vec {r}}\times \mathrm {d} {\vec {r}}||} pro Zeit konstant ist (der Kreissektor kann durch ein Dreieck angenähert werden, da es sich um eine infinitesimale Änderung in {\displaystyle {\vec {r}}} handelt). Die einzige Voraussetzung für das zweite Keplersche Gesetz ist also nur, dass die Kraft in Radialrichtung zeigt. 
Aus der Drehimpulserhaltung folgt auch, dass die Bewegung in der Ebene bleibt, in der die Anfangswerte von {\displaystyle {\vec {r}}} und {\displaystyle {\dot {\vec {r}}}} liegen. Der Drehimpulsvektor {\displaystyle {\vec {L}}} muss nämlich immer senkrecht auf dem Ortsvektor {\textstyle {\vec {r}}} stehen, was daraus folgt, dass das Spatprodukt mit zwei gleichen Vektoren immer null ist: {\textstyle 0={\vec {r}}\cdot ({\vec {r}}\times {\dot {\vec {r}}})={\vec {r}}\cdot {\frac {1}{m}}{\vec {L}}}.

## Zentralpotential
Unter einem Zentralpotential versteht man ein Potential, das nur vom Abstand {\displaystyle r} zum Kraftzentrum abhängt. Es gilt also {\displaystyle V({\vec {r}})=V(|{\vec {r}}|)=V(r)}. Von einem Zentralpotential lassen sich nur Zentralkraftfelder ableiten, die keine Winkelabhängigkeit besitzen, die also kugelsymmetrisch sind.
Das wird klar, wenn man sich den Nabla-Operator {\displaystyle {\vec {\nabla }}} in Kugelkoordinaten ansieht:
{\displaystyle {\vec {\nabla }}={\vec {e}}_{r}{\frac {\partial }{\partial r}}+{\vec {e}}_{\theta }{\frac {1}{r}}{\frac {\partial }{\partial \theta }}+{\vec {e}}_{\varphi }{\frac {1}{r\sin \theta }}{\frac {\partial }{\partial \varphi }}}.
Damit ein Kraftfeld {\displaystyle {\vec {F}}=-q{\vec {\nabla }}\Phi } nur in Radialrichtung zeigt, müssen {\displaystyle {\tfrac {\partial }{\partial \theta }}\Phi =0} und {\displaystyle {\tfrac {\partial }{\partial \varphi }}\Phi =0} sein. Wenn {\displaystyle \Phi } aber nicht von den Winkeln abhängt, dann wird es auch {\displaystyle {\vec {F}}} nicht.

## Winkelabhängige Zentralkraftfelder
Eine Konsequenz aus dem vorigen Abschnitt ist, dass winkelabhängige Zentralkraftfelder nicht konservativ sind; es gibt kein Zentralpotential, aus dem sie abgeleitet werden können. In ihnen hängt die verrichtete Arbeit vom Weg ab. Es gilt dann zwar der Flächensatz (Drehimpulserhaltung), nicht aber die Energieerhaltung.

## Zentralbewegung
Die Bahn eines Massenpunktes in einem Zentralfeld liegt bei Gültigkeit der klassischen Mechanik in einer Ebene. Wichtige Systeme, die mit einer Zentralbewegung modelliert werden, sind:
- das Atom mit seinen Elektronen: Das Verhalten der Elektronen wird durch die Lösung eines quantenmechanischen Zentralproblems („Wasserstoffproblem“) erklärt.
- Doppelsterne: Ein Doppelsternsystem ist ein Beispiel für ein Zweikörperproblem. Dieses wird als die Bewegung zweier Körper um ihren gemeinsamen Schwerpunkt aufgefasst. Je nach erforderlicher Genauigkeit kommt z. B. die klassische Mechanik oder die allgemeine Relativitätstheorie zum Einsatz.
- näherungsweise das Sonnensystem: Näherungsweise kann die Bewegung der Planeten im Sonnensystem als Bewegung im Gravitationsfeld der Sonne betrachtet werden. Die Körper im Sonnensystem haben jedoch selbst Gravitationsfelder und stören damit die Bewegung der anderen Körper, so dass eine Planetenbahn nicht genau durch die Bewegung im Schwerefeld der Sonne erklärt werden kann.

## Kraftzentrum
Das (physikalische) Kraftzentrum liegt
- für Ellipsen-, Parabel- und Hyperbelbahnen in einem der Brennpunkte der Bahn. Die zum Brennpunkt gerichtete Zentralkraft ist aufzuteilen in
  - eine Normalkomponente zum Zentrum des (lokalen) Krümmungskreises und damit in die gleiche Richtung wie die Zentripetalkraft (s. u.)
  - eine Tangentialkomponente in Bahnrichtung. Sie sorgt z. B. dafür, dass ein Planet sich auf dem Weg vom Perihel zum Aphel verlangsamt.
- für Kreisbahnen im Mittelpunkt des Kreises und damit auch des Krümmungskreises; in diesem Fall stimmt die Zentralkraft mit der Zentripetalkraft der Bahn überein.

## Abgrenzung von der Zentripetalkraft
Die Zentripetalkraft wird ermittelt aus der Geschwindigkeit und der Bahnkrümmung der Bewegung eines Körpers an seinem aktuellen Ort und weist zum Mittelpunkt des (lokalen) Krümmungskreises, der nicht mit dem physikalischen Kraftzentrum übereinstimmen muss.